# Estadio Universidad Católica
El Estadio Universidad Católica o Estadio UC, también conocido como Estadio Baquedano y Estadio Reina Victoria, nombre que compartía con un teatro de la época, fue un recinto deportivo inaugurado en 1928. Estaba ubicado en el sector de la calle Maestranza, actualmente denominada Avenida Portugal, y Marcoleta, adjunto a la Casa central de la Pontificia Universidad Católica, en Santiago, Chile. Hasta fines de la década del 30, sus propietarios fueron la mencionada PUC y el club  Universidad Católica. Fue el primer reducto de propiedad de los cruzados, luego vendrían los Campos de Sports de Ñuñoa, Independencia y San Carlos de Apoquindo.

## Historia

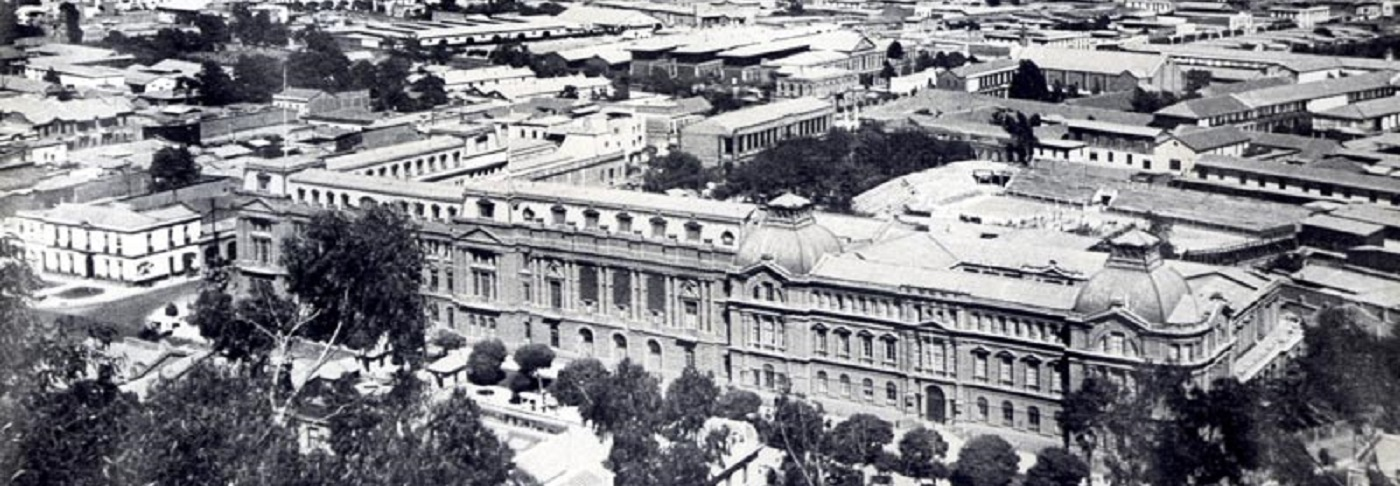
Aspecto de la Casa central de la PUC en 1934 y el Estadio UC construido en su interior.

El Estadio UC albergó los partidos de la Universidad Católica en su etapa de transición entre el amateurismo y el profesionalismo. Según fuentes oficiales del club, es considerado el primero de sus cuatro estadios. El recinto además era escenario de actividades deportivas de la PUC, de acuerdo a las políticas del rector Carlos Casanueva de promover el deporte entre los estudiantes.
En 1925, Raúl Agüero de la Vega, presidente del Centro Deportivo Universidad Católica, un organismo aglutinador de las diversas disciplinas que desarrollaban los estudiantes de la PUC, comentó acerca de la disponibilidad de las instalaciones del fútbol y tenis dentro de la casa de estudios, entre otras dependencias, que eran utilizadas por más de mil asociados. Estos provenían de las facultades de Agronomía, Arquitectura, Comercio, Ingeniería, Leyes; del Instituto de Electrotecnia y de los Cursos libres.
El 30 de agosto de 1927, Universidad Católica se reorganizó en lo que ha sido reconocida por fuentes oficiales como la primera fundación del club. En esa misma oportunidad, se anunció la construcción del estadio y gimnasio UC, dentro de las dependencias de la PUC. Estos proyectos correspondían a las exigencias que los estudiantes presentaron a las autoridades de la universidad en un pliego de peticiones. El 11 de noviembre de ese año, Universidad Católica, en ese entonces como Federación Deportiva UC, y en conjunto con la PUC, además tomó propiedad de los Campos de Sports de Ñuñoa. El recinto ñuñoíno se considera el segundo estadio porque si bien pasaron a formar parte del patrimonio cruzado en 1927, la PUC, representando a la institución deportiva, recién pudo formalizar su traspaso en 1935.
En 1928, ya se disponía del Estadio Universidad Católica. En un principio fue proyectado como campo de entrenamiento para la rama de fútbol, aunque pronto fue sede de otras actividades. A través de estos eventos se generaron recursos para el término del edificio que ocupaba la universidad.

### Ratinoff y Cía
Desde 1928 hasta principios de los años 1930, el recinto deportivo fue compartido con la empresa Ratinoff y Cía, mediante una concesión. Erróneamente, en algunas publicaciones se señalaba al empresario como dueño del recinto, aunque también era mencionado como promotor del estadio.

#### Estadio Baquedano
Tras ubicarse un ring en la cancha de fútbol para el desarrollo de veladas pugilísticas, y construirse tribunas para los espectadores, el 1 de diciembre de 1928 fue inaugurado como Estadio Baquedano, por su cercanía con la plaza homónima. A la primera jornada, en la cual se disputó una ronda del Campeonato Nacional de Boxeo amateur, entre diversas ciudades de Chile, asistieron más de 4.000 personas.

#### Estadio Reina Victoria
En octubre de 1929, comenzó a ser llamado Estadio Reina Victoria, Stadium Reina Victoria o simplemente Reina Victoria, debido a las buenas relaciones comerciales de Alfredo Ratinoff con una empresa tabaquera de la época. En esa época, también existía el Teatro Reina Victoria, sede de espectáculos y jornadas pugilísticas. Mientras el estadio se situaba entre la calle Maestranza (posteriormente conocida como Avenida Portugal) y Marcoleta, el teatro se ubicaba en Artesanos 841-845.
Hacia 1930, el vínculo entre la Pontificia Universidad Católica y el recinto, bajo el nombre de Reina Victoria, quedaba de manifiesto en las actividades para recaudar fondos en beneficio de la universidad, las cuales contaban con la participación del rector de la época, Carlos Casanueva.

### Cierre
La desaparición de este primer recinto del fútbol dio origen al gran patio de Agronomía y Medicina, el cual era abundante en árboles típicos de Chile, como señala la descripción realizada por Germán Becker Ureta en su libro Alameda entre Lira y Portugal: Casi todo lo que ha pasado en la UC.
Aunque Becker no especifica el año en que el recinto fue usado como patio para los estudiantes, pudiendo ser incluso años antes de su cierre, recién a fines de 1937 la Pontificia Universidad Católica dio a conocer públicamente que en ese sitio construiría el Gimnasio moderno y el Hospital Clínico, el cual fue bendecido por el cardenal José María Caro en 1939 e implementado en 1940. Tras el cierre del Estadio UC y Campos de Sports de Ñuñoa entre 1937 y 1938, en las décadas siguientes el Club Deportivo Universidad Católica construyó Independencia y San Carlos de Apoquindo.

## Otros deportes
El amplio predio donde se edificaron las instalaciones del estadio se utilizaba como canchas de uso multideportivo. En 1927, los estudiantes de Ingeniería UC compitieron en un torneo de tenis que formó parte del Día de la Universidad Católica.
En el reducto se desarrolló el  Campeonato Latinoamericano de Boxeo Amateur 1929, edición donde el título fue para Chile. Además, en la velada del 20 de diciembre de 1930, combatió Antonio Fernández, uno de los mejores púgiles chilenos de la historia, con Filiberto Mery. El encuentro a 10 rounds terminó en empate. A principios de ese año, hubo una gran actividad para boxeadores aficionados. El Intercentro disputado entre la Asociación Deportiva de la Compañía Chilena de Electricidad, el club Rodolfo Jaramillo, el C. Ríos y el Rioja movilizó a numerosos deportistas y espectadores.
Sin embargo, no sólo fue utilizado para el fútbol, tenis y el boxeo sino además para la equitación. En ese mismo año, se llevó a cabo un torneo de equitación nocturno, con el fin de reunir fondos para el edificio de la Pontificia Universidad Católica.